# اکه اندرسون (بازیکن هاکی روی یخ)
اکه اندرسون (انگلیسی: Åke Andersson; ۸ ژوئن ۱۹۱۸ – ۱۱ مهٔ ۱۹۸۲) بازیکن هاکی روی یخ، بازیکن فوتبال، و سرمربی (فوتبال) اهل سوئد بود.
از باشگاه‌هایی که در آن بازی کرده‌است می‌توان به باشگاه فوتبال هامارابی اشاره کرد.